# 城市肌理
城市肌理，是指宏观尺度上的城市实体或城市空间，在二维状态呈现的易为视觉观察出规律的形状特征。
这一定义中城市实体主要指建筑物、构筑物等，城市空间主要指街道等。它反映出该词在约定俗成地使用中体现出的以下要点：
- 观察基于城市的宏观尺度，是指一定数量的城市实体或空间呈现出的有规律的形象，因它们有重复，才会形成规律；不是微观的、具体的、个别的建筑物或城市空间体现出的；比如整个城市，城市的一区。

- 观察对象的状态重点在二维平面上；不是立体或三维状态下的城市，但可以是三维立体的城市在二维平面上的投影；比如城市景象的绘画、照片，更多的是通过俯瞰、鸟瞰等得到的城市。

- 视觉易于观察到的形象规律；不是复杂的或借助于数学、物理等工具分析才能获得的；比如线状或带状、鱼鳞状、网格状。

- 这一规律主要是指众多形状体现出的，尽管最终形成的肌理未必是有具体形状的；不指诸如色彩等形成的规律。